# هومورسک‌ها (دورژاک)
هومورِسک‌ها (به چکی: Humoresky) مجموعهٔ ۸ قطعه برای پیانو، از ساخته‌های آنتونین دورژاک، آهنگ‌ساز بوهِمی هستند که آن‌ها را در تابستان سال ۱۸۹۴ نوشت. از میان این ۸ قطعه -که مجموعهٔ آن‌ها اُپوس ۱۰۱ نامگذاری شده‌است- هومورسک شمارهٔ ۷ (سُل بِمُل مینور) شناخته‌شده‌ترین و محبوب‌ترینِ آن‌هاست.

## تاریخچه
طی سال‌های ۱۸۹۲ تا ۱۸۹۵ و زمانی که دورژاک سرپرستی کنسرواتوار ملی موسیقی آمریکا را عهده‌دار بود، نُت تِم‌هایی را که به ذهنش می‌رسید در دفترچه‌هایی یادداشت می‌کرد. او بعداً برای ساخت برخی از آثار مهمش، مانند سمفونی شماره ۹، کوارتت زهی شماره ۱۲، کوینتت در می بمل ماژور و سوناتینا برای ویولن از این ایده‌های مکتوب استفاده کرد اما بعضی از آن‌ها بی‌استفاده ماندند. در تابستان سال ۱۸۹۴ دورژاک به همراه خانواده‌اش برای گذراندن تعطیلات به شهر پرژیبرام در بوهم رفتند. دورژاک، طی زمان اقامتش در سرزمین مادری، مجالی یافت تا با استفاده از تم‌هایی که بدون استفاده مانده بودند مجموعه‌ای از چند قطعهٔ کوتاه برای پیانو بنویسد. او در ۱۹ ژوئیهٔ ۱۸۹۴ اولین هومورسک (سی ماژور) را اِتود کرد که امروز در مجموعه قطعات اپوس ۱۰۱، هومورسک شمارهٔ ششم است. کار نوشتن نُت‌ها به‌زودی و در ۲۷ اوت ۱۸۹۴ پایان یافت؛ دورژاک آن‌ها را برای ناشر آلمانی، فریتس زیمروک، فرستاد و بالاخره در پاییز ۱۸۹۴، هومورسک‌ها به‌صورت یک‌جا منتشر شدند.